# Comitium
Comitium (italijansko Comizio) je bil prvotni javni prostor srečanj na prostem antičnega Rima in je imel pomemben verski in preroški pomen. Ime izhaja iz latinske besede 'skupščina' . Lokacija Comitiuma na severozahodnem vogalu Rimskega foruma je bilo pozneje izgubljeno zaradi rasti in razvoja mesta, vendar so ga arheologi ponovno odkrili in izkopali na prelomu 20. stoletja. Nekateri zgodnji rimski spomeniki, govorna ploščad, znana kot Rostra, Menijev Steber, ploščad Graecostasis in Tabula valeria, so bili del Comitiuma ali so bili z njim povezani.
Comitium je bilo mesto za več političnih in pravosodnih dejavnosti. Tu je bilo srečanje kurijske skupščine, najzgodnejše ljudske skupščine organiziranega glasovanja v republiki . Kasneje, med Rimsko republiko, so se tam sestali rimska skupščina in ljudska skupščina. Comitium je bil pred hišo za sestanke rimskega senata - še vedno obstoječa Curia Julia in njena predhodnica, Curia Hostilia. Kurijo povezujeta s comitiumom oba, Livij in Cicero.
Večina rimskih mest je imela podoben prostor za javna srečanja (latinsko contiones) ali skupščine za volitve, svete in tribunale . V okviru foruma, kjer so bili templji, trgovske, sodne in mestne zgradbe, je bil center političnih dejavnosti. Rimljani so svoje potrebe organizirali na posebnih lokacijah v mestu. Ko je mesto raslo, se je večja Comitia Centuriata srečevala na Marsovem polju (Campus Martius), zunaj mestnega obzidja. Comitium je ostal pomemben za formalne volitve nekaterih sodnikov, vendar je njegov pomen po koncu republike propadel.

## Arhaična zgodovina
Najzgodnejša uporaba comitiuma kot območja političnega zbiranja, skupaj z začetkom samega Rima, je zabrisana med legendo in arheološkimi odkritji. Tradicionalne zgodbe kralja Servija Tulija in Romula imajo veliko podobnosti v zvezi s poreklom Comitia, zaradi česar je Romul pogosto interpretiran kot kopija Tulija. Oba sta bila tesno povezana z bogom Vulkanom, ki je igral vlogo pri organizaciji comitia in sta bila upodobljena kot ustanovitelja Rima . Druge nasprotujoče si mitologije vključujejo domnevno grobnico Romula, ki je bil med Sabinskim konfliktom ubit in je bil pokopan pod Volcanalom. Alternativne legende navajajo, da je bil samo ranjen in da je bil to kraj, kjer je bil ubit Faustul, ki je ločil dvojčka med bojem. Številne legende so se prenesle v comitum iz Palatina. Na primer, pomeriam, kjer naj bi Remus spal tako kot in Ficus Ruminalis ter skulptura volkulje ki doji dvojčka, imata konkurenčne legende . Prvotno naselje Palatine, Roma Quatrata, je vseboval relikvije Romula. Podaljšanje tržnega mesta je vidno v septimontiumu, prvih sedmih gričih (Septimontij je bil pred-mestni festival, ki so ga v antičnem Rimu praznovali montani, prebivalci sedmih (sept-) skupnosti, povezanih s hribi ali vrhovi Rima (montes): Oppius, Palatium, Velia, Fagutal, Cermalus, Caelius in Cispius .). Starodavne zgodbe kažejo, da je vestalka Tarpeja črpala vodo iz izvira, ko je prvič videla Tacija.
Comitium vsebuje najzgodnejši ohranjeni dokument rimske države, cippus ali vgraviran podstavek, ki ga najdemo v drugem nadstropju Comitiuma in je datiran na 450 let pred našim štetjem. Ta napis obvešča državljane o njihovih državljanskih dolžnostih. Rimski tribunali so bili v comitiumu, preden so postale sprejemljive druge alternativne lokacije. Sčasoma bi se takšna preskušanja preselila v bazilike ali forum, razen za bolj razčlenjene zadeve. Comitium je imel številne ali začasne lesene konstrukcije, ki bi jih lahko odstranili med poplavno sezono. Sodišče bi na splošno sestavljalo sodnika, obsojenca (običajno v kletki pod povišano ploščadjo), zastopanje obsojenca in državnega tožilca. Rostra vetera je bila stalno sodišče, ki je sčasoma postalo vojni spomenik, vendar še vedno v okviru templuma. Sama rostra se je morda obravnavala kot templum. Sončna ura, ki je nekaj časa stala na rostri, je bila nazadnje nadomeščena z novejšimi napravami. Mesto je bilo uporabljeno za smrtno kazen, pa tudi za prikazovanje teles in udov premaganih političnih nasprotnikov in pogrebov. Forum in Comitium sta bila uporabljena za javne razstave.
Francis Macdonald Cornford v študiji iz leta 1912 pojasnjuje, da je bil rimski comitium odprt kot tempelj, oblikovan kot kvadrat in usmerjen na štiri vogale neba. Toda Plutarh opisuje krožno lokacijo, ki jo je Romul izbral ob ustanovitvi Rima s prerokovanjem, potem ko je poslal ljudi iz Etrurije, ki so ga učili potrebnih svetih obredov. V zemljo je bil izdolben krožni jarek in vanj nameščene votivne daritve in vzorci zemlje iz roda vsakega človeka. »Jarek se imenuje mundus - isto ime kot nebesni svod (Ολυμπος)«. Iz središča tega kroga je bil določen krog mestnega zidu in preoran del. Vse znotraj tega območja je bilo sveto. To je bilo tradicionalno središče mesta, podobno kot je bilo v prvem naselju Palatine . Umbilicus urbis Romae označuje središče Rima . Senatski svet se je verjetno začel sestajati v starem etruščanskem templju na severni strani comitiuma, ki je v 7. stoletju pr. n. št. spadal v Curio Hostilia. Tradicija pravi, da je Tul Hostilij zgradil ali prenovil to strukturo. Na eni strani Foruma Romanuma je morda obstajal kraljevi kompleks v bližini hiše Vestalkinih devic.

## Pod Rimsko republiko
Ko je Rim postal republika, je lahko prvotni oltar in svetišče Vulkana služil kot podij za senatorje ali politične nasprotnike. V tem času je bila Rostra že na začetku. Verjame se, da se je tradicija govorjenja množicam iz povišane ploščadi za politične namene morda začela že pri prvem rimskem kralju . Na tem področju je bila še ena dvignjena ploščad za govorce s stopnicami na obeh straneh. Prva zgradba, ki se je imenovala "Rostra", je bila na jugovzhodnem delu preddverja Curia Hostilia na robu Comitiuma. Ko se je število prebivalcev povečalo, se vsi Rimljani niso mogli umestiti v comitium, govorci v kasnejši republiki so obrnili hrbet kuriji in se obrnili k množicam v Comitiumu in svoj govor usmerili k množici na forumu . V senatu so bile sprejete vse najpomembnejše odločitve in zakoni mesta. Zakon je zahteval, da noben predpis, ki ni bil odobren v posvečenem prostoru, ni bil veljaven. Zato so bili vsi prostori za srečanja v senatu templji. Sčasoma, ko se je obseg in moč senata povečal, se je povečala tudi velikost senatne hiše. Leta 80 pr. n. št. je kurijo razširil Sula, ki je tudi prvič ogreval stavbo.
Leta 55 pr. n. št. je v mestu izbruhnila politična vojna med dvema frakcijama, eno vodil jo je Klodij, drugo pa njegov nasprotnik Milo. Rostra je postala trdnjava in je bila večkrat uporabljena za metanje smrtonosnih izstrelkov na nasprotno stran. 2. januarja 52. pr. n. št. je Klodij umrl v rokah nasprotnikov blizu Bovillae, pri čemer je sprožil upor, ko so njegovi privrženci prenašali telo v Comitium in ga kremirali na pogrebni grmadi, ki je bila improvizirana s senatorskim sedežem iz Curia Hostilia. Požar je zajel Kurijo in jo uničil ter poškodoval baziliko Porcia. Faust Sula, sin diktatorja Sule, je senatu naročil, naj obnovi Kurijo. Njena struktura je trajala le sedem let, dokler jo Juli Cezar ni zamenjal z lastno zasnovo.

## Strukture v comitiumu
Comitium je bil odprt proti Forumu. Na meji so bili spomeniki in kipi, ki so beležili politične dogodke in priznavali slavne Rimljane. V mestu so bile štiri svete fige, od katerih so bile tri v okviru Foruma. Drevo, zasajeno v bližini Saturnovega templja, je bilo odstranjeno, ko je njegov koreninski sistem začel spodkopavati cenjen kip. V srednjem delu je bilo figovo drevo ob strani oljke in vinske trte. Verrius Flaccus, Plinij starejši in Tacit pravijo, da je v comitiumu stalo tretje drevo v bližini kipa augurja Attusa Navie, ki je po legendi razdelil moker kamen z britvico v Comitium in prenesel Ficus ruminalis ali njegov sveti pomen iz baze Palatinskega griča do območja zbora. Študenti še vedno omenjajo Ficus Navia kot Ficus Ruminalis, ker so to razliko sprejeli. Livij poroča, da je bil v Comitiumu postavljen kip Publiju Horaciju Koklu . Znotraj Comitiuma je poleg Rostre obstajala še ena tribuna. Graecostasis je bila na severozahodni strani foruma . Poleg Rostre in Graecostasis je bil Menijev steber. Leta 338 pred našim štetjem je konzul Gaj Menij postavil steber, za katerega nekateri zgodovinarji verjamejo, da je iz atrija njegovega doma, ki ga je prodal Katu in Flaku, kot ga omenja Pseudo-Asconius (Caec. 50). Plinij navaja, da je accensus consulum napovedal supremam horam, čas, ko se je sonce preselilo navzdol od Menijevega stebra do Carcerja. To je bilo narejeno iz istega mesta, kot je bil poziv za opoldne, Curia. Steber je bil južno od kraja opazovanja ali na črti, ki je potekala od Rostre in Graecostasis. Tabula valeria je bila ena prvih javnih tovrstnih del v mestu. Leta 263 pr. n. št je konzul Manij Valerij Maksim Korvin Mesala postavil podobo svoje zmage nad Heiro in Kartagino na Siciliji, na strani stare kurije. Samuel Ball Platner navaja v svoji knjigi Topografija in spomeniki antičnega Rima (1911):
 Bolj verjetna razlaga je, da je tabula valeria napis iz brona ali marmorja, ki vsebuje določbe slavnega Valerio-Horacijevega zakona o kabinetu tribuna. Takšno tablo bi seveda lahko postavili blizu njihovega podzemlja.
Po Cezarjevem času se je comitium spremenil. Prvotno mesto mnogih spomenikov in kipov je bilo drastično spremenjeno. Ena od največjih sprememb je bila Rostra Vetera. Ta struktura se je bistveno spremenila že pred 44. pr. n. št. Začelo se je s prvo kurijo za senat leta 600 pr. n. št. in svetiščem, ki je bilo dodano 20 let pozneje, kjer se pravi, da so se zgodili čudežni dogodki, ko sta mleko in kri padala iz nebes.

## Pod Julijem Cezarjem
Cezarjev vzpon na oblast kot vojaški general skupaj s svojimi uspešnimi pohodi je pripeljal do delitve oblasti znotraj republike, ki je bila znana kot prvi triumvirat. Skupna moč ni trajala in Cezar je postal diktator (in zadnji rimski diktator). Comitium se je dvakrat zmanjšal po zaporedju, ki ga je naredil Kornelij Sula in ponovno Julij Cezar. Eden od Cezarjevih gradbenih projektov je bil odstraniti ali zamenjati Rostro Vetero, izravnati comitium in razstaviti curijo in jo preurediti z novo rostro.
Zgodba, ki je morda prispevala k zaroti proti Cezarju, je bila v času festivala Lycea ali Luperkalije. Kot eden od udeležencev se je Mark Antonij obrnil na Cezarja, ko je stal v comitiumu na rostri. Antonij je slavnostno poskušal položiti lovorov venec na Cezarjevo glavo. Cezar ga je teatralno zavrnil in od ljudi dobil aplavz. To je bilo storjeno večkrat, dokler ni bil končno položen venec na glavo cezarjevega kipa, ki so ga nato nemudoma porušili Cezarjevi sovražniki.
Rostra je bila najbolj prestižno mesto v Rimu. Cicero je govoril z nje med svojim mandatom kot pretor. To je bilo prvič, ko je Cicero govoril iz rostre . Philippicae so postali eni najbolj priljubljenih spisov govorca. Dela so zaznamovala vrnitev k aktivni politiki leta 43 pr. n. št. po daljši upokojitvi. V njih je napadel Marka Antonija kot največjo grožnjo republikanski vladi po Cezarjevi smrti . Pisal je o libertas ali svoboščinah, ki so jih državljani Rima izgubili pod Julijem Cezarjem in nasilja obsodil Marka Antonija . Naredil je vsaj enega od teh epskih govorov iz rostre.

## Arheologija

### Comitium v Rimu
V srednjem veku so artefakti iz rimske civilizacije sprožili radovednost pri zbiralcih. Nejasna zgodnja izkopavanja po vsej Evropi so pomenila le nekaj več kot uničujoč lov na zaklade in ropanje grobov. Formalna arheologija v Rimu se je začela šele v 19. stoletju z ustanovitvijo Instituta di Corrrispondenza in delom Edwarda Gerharda. Delo se je začelo z muzeji in ne z izkopavanjem, zato so se arheološka dela začela s proučevanjem in katalogiziranjem obstoječih zbirk kot osnovnega znanja za filološko proučevanje antike.
Številni nemški arheologi so se pridružili Gerhardu pri mapiranju mesta Rim, Foruma in Comitiuma, ki so bili zelo pomembni kot topografski center. Pridružili so se mu Chevalier Bunsen, Earnst Platner, Wilhelm Röstell, B. G. Niebuhr in Friedrich Hoffmann pri pisanju knjige Beschreibung der Stadt Rom leta 1817, ki je izšla leta 1832. Predstavljene teorije niso imele popolne podpore sodobnikov. Sir William Smith je v svoji knjigi Slovar grške in rimske geografije iz leta 1854 zapisal:
 Nemški pogledi na Kapitol, comitium in številne druge pomembne točke so našli veliko privržencev; toda pisatelju tega članka se večinoma zdijo nepreverjeni; na prejšnjih straneh si je prizadeval podati svoje razloge za to mnenje.
Do začetka stoletja ni bilo večjih izkopavanj Comitiuma. Prejšnji izkopi so odkrili le plasti, ki so bile datirane v pozni imperij. Tako je bilo leta 1870, ko so našli tlak ali struktur, kopanje pa je bilo ustavljeno z zahtevo po ogledu in študiju in se ni nikoli nadaljevalo. Leta 1898 je bil ustanovljen odbor za preučevanje zgodnejših arhitekturnih fragmentov za vzpostavitev reda za obnovo starih stavb. Zaključek te študije je bil, da so bila potrebna nova in podrobnejša izkopavanja. Istega leta je G. Boni zahteval, da se odstrani tramvaj pred cerkvijo Sant'Adriano al Foro. Njegova prošnja je bila izpolnjena oktobra in na voljo so bila znatna nova sredstva za razširjeno izkopavanje. Decembra 1898 so se začela izkopavanja. Med letoma 1899 in 1903 so Boni in njegovi sodelavci pri izkopavanju Comitiuma odkrili Lapis Niger (Črna skala) in druge artefakte. V srednjem veku je bil Comitium spremenjen v krščansko pokopališče in del kurije je postal katakombe. Zato je bilo med izkopavanji odkritih in premaknjenih več kot 400 okostij.
V ameriškem časopisu za arheologijo, drugi seriji, zvezek 4, 1900, je bilo 1. julija 1899 objavljeno pismo Samuela Balla Platnerja:
Pred slavolokom Septima Severa se začne linija, po kateri je bilo opravljeno glavno delo zadnjih mesecev. Celotna sprednja stena San Adriana, Dioklecijanove kurije in Comitium so zdaj vidni. Comitium je tlakovan z bloki travertina in sega do in okoli Lapis Nigra, ki je, čeprav je na isti ravni, zaščiten na vsaj dveh straneh z nekakšnim robnikom. Ta tlak Comitiuma se razteza do točke, ki je neposredno nasproti sredine slavoloka in se konča tik nad Lapis Niger z ukrivljeno sprednjo steno, ki je zgrajena nad starejšim tufnim tlakovcem. Poleg tega leži na starejših strukturah. Del Comitiuma je bil očitno zgrajen v poznem obdobju v nečem enako kot Bazilika Emilija.

### Comitia v drugih urbanih centrih
Leta 1953 je ameriško izkopavanje v rimski latinski koloniji Cosa, 138 kilometrov severozahodno od Rima vzdolž italijanske obale v sodobni Toskani, razkrilo ostanke mestnega comitiuma in našlo zaobljene amfiteatralne stopnice neposredno pred lokalno senatno hišo. Odkritje je zahtevalo nadaljnja izkopavanja v Rimu na mestu Comitiuma leta 1957. Cosa je bila ustanovljena leta 237 pred našim štetjem kot vojaška postaja na novo osvojenem ozemlju Etruščanov. Pristaniške in mestne značilnosti mesta so bile postavljene v 3. stoletju pred našim štetjem, z običajnimi mestnimi načrti s križišči ulic pod pravim kotom in forumom in kultnim centrom na arxu (nekakšna citadela).

## Komentarji na Comitium
Vitruvijeva De Architectura (približno 30 let pred našim štetjem) vsebuje naslednjo izjavo:
V Šparti so podobe izrezane iz nekaterih zidov z razrezom skozi opeke, nato pa so bile postavljene v lesene okvirje in tako pripeljane v Comitium, da bi okrasile edil [C. Visellius] Varro in [C. Licinius] Murena.